# 六市乡
六市乡，是中华人民共和国江西省萍乡市莲花县下辖的一个乡镇级行政单位。

## 行政区划
六市乡下辖以下地区：
六市村、大沙村、垭坞村、海潭村、西坑村、黄桥村、山口村、山背村和海潭垦殖场生活区。